# Rowley (Iowa)
Rowley es una ciudad ubicada en el condado de Buchanan en el estado estadounidense de Iowa. En el Censo de 2010 tenía una población de 264 habitantes y una densidad poblacional de 285,52 personas por km².

## Geografía
Rowley se encuentra ubicada en las coordenadas 42°22′7″N 91°50′40″O / 42.36861, -91.84444. Según la Oficina del Censo de los Estados Unidos, Rowley tiene una superficie total de 0.92 km², de la cual 0.92 km² corresponden a tierra firme y (0%) 0 km² es agua.

## Demografía
Según el censo de 2010, había 264 personas residiendo en Rowley. La densidad de población era de 285,52 hab./km². De los 264 habitantes, Rowley estaba compuesto por el 99.62% blancos, el 0% eran afroamericanos, el 0.38% eran amerindios, el 0% eran asiáticos, el 0% eran isleños del Pacífico, el 0% eran de otras razas y el 0% pertenecían a dos o más razas. Del total de la población el 0% eran hispanos o latinos de cualquier raza.